# Baryscapus endofiticus
Baryscapus endofiticus is een vliesvleugelig insect uit de familie Eulophidae. De wetenschappelijke naam is voor het eerst geldig gepubliceerd in 1958 door Domenichini.